# 四大学運動競技大会
四大学運動競技大会（よんだいがくうんどうきょうぎたいかい）とは、旧制七年制高等学校を母体とする成城大学、成蹊大学、武蔵大学の3大学と旧制七年制高等学校と同一のシステムを導入していた学習院大学の「東京四大学」が、スポーツを通して大学および学生間の親睦を深めることを目的に、1950年に発足させた競技大会である。毎年春頃から順次競技を行い、10月の数日間の日程で集中して競技開催する。参加大学では「四大戦」という略称を使用している。

## 概要
四大学運動競技大会は、「スポーツを通じて四大学の親睦を深め、併せて、スポーツの復旧と技術の向上を図る」を目的 に、1950年に14種目の正式種目からスタートした。
1949年までこの4大学は旧制高等学校であり、現在の東京大学の教養部分を担っていた。
GHQによる学制改革で突然これらの4大学の学生が同じキャンパス（東京大学本郷キャンパス）に通う可能性が排除されたことで、互いに交流を持つためにこの大会を始めた。
この4大学は東大の前半部分を担うエリート養成機関としての成り立ちから、スポーツ推薦を実施しておらず、また1990年ころまでは一般の推薦入学も実施していなかったことから、参加する学生はいわゆるスポーツエリートではなく、純粋にスポーツを楽しむ大会と言える。

女子の種目は、第4回大会から追加され、オープン種目として硬式テニス・卓球・バスケットボール・バレーボールの4種目が行われた。

一般種目がはじまったのは、第6回大会からで、バレーボールとソフトボールが実施され、第7回大会では駅伝も加わり、5種目の競技が行われ、駅伝は第8回大会から正式種目となった。
大会は、正式種目（体育会所属の学生が自分が所属する部の種目に参加）、一般種目（基本的に誰でも参加可能で、サークル所属の学生はここで参加し、体育会の学生も所属部と異なる種目であれば参加可能）、教職員種目（各大学の教職員が参加）に分かれている。正式種目と一般種目の合計得点で総合優勝を争う。またこれとは別に、団体得点に関係しないオープン種目がある。オープン種目は、四大学の交流戦として全学生が参加できる。
2009年の第59回大会では、2月に行われたスキー競技から10月の本大会最終日までの期間に、正式種目27競技38種目、一般種目9競技22種目、教職員種目2種目が行われた。年によって微妙に競技種目が違っていて、正式種目がオープン種目になったり、その逆もある（特にマイナーな種目）。また、人数不足などにより不出場の大学がある場合、それ以外の大学での戦い（二大戦・三大戦）となる場合もある。
最終日に行われる駅伝はメインイベントの種目で、男女とも1チーム4名がタスキをつないで走り、各大学2チームが出場する。そして、2チームの合計タイムで勝敗を決める。 大学内と大学周りの周回コースが設定されており、男子は1区間6km（全24km）、女子は1区間3km（全12km）の距離を力走する。 男子では、ゴールタイムが約1時間30分にもなり、陸上競技の駅伝さながらの持久戦となる。
前述の通り各大学ともスポーツ推薦を実施していないことから成績はほぼ大学の規模に比例しており、学習院大学の優勝が最も多く、第66回大会までのうち、54回で優勝している。記念すべき第1回大会の優勝校は成蹊大学 で、2003年は成蹊大学が24年ぶり10回目の優勝となり、2015年には12年ぶり11回目の優勝を果たした。成城大学は過去に1度だけ（第11回大会、1960年）優勝 しており、武蔵大学は2017年現在優勝経験がない。
2020年の「第71回四大学運動競技大会」は、新型コロナウイルス感染症の影響により、全ての競技（正式種目・一般種目・教職員種目）が中止となった。
四大学運動競技大会の会場は、各大学が一年交代の持ち回りで当番校を務めている。

## 競技種目
四大学運動競技大会は、日本の大学間における定期戦としては競技種目が多く、また体育会系以外のサークル部員や教職員も参加するという点について、四大学運動競技大会関係者は「非常にユニークな大会である」と考えている。

### 正式種目
- アイスホッケー[13]
- アメリカンフットボール[13]
- 駅伝（男子・女子）[13]
- 弓道（男子・女子）[13]
- 剣道（男子・女子）[13][14]
- 硬式テニス（男子・女子）[13]
- ゴルフ[13]
- サッカー[13]
- 自動車[13]
- 柔道[13][14]
- 水泳[13]
- 水球[13]
- スキー（男子・女子）[13]
- 漕艇 (ボート)[13]
- 卓球（男子）[13][14]
- バスケットボール（男子・女子）[13]
- バドミントン（男子・女子）[13][14]
- バレーボール（男子・女子）[13]
- ハンドボール[13]
- ホッケー（男子・女子）[13]
- 洋弓 (アーチェリー)（男子・女子）[13]
- ヨット[13]
- ラクロス（男子・女子）[13]
- ラグビー[13]
- 陸上競技[13]
- 馬術[13]
- 硬式野球[13]

### 一般種目
- 硬式テニス（男子・女子・混合）[13]
- サッカー[13][14]
- ソフトボール（男子・女子）[13]
- 卓球（男子シングルス・男子ダブルス・女子シングルス・女子ダブルス・混合）[13]
- 軟式テニス（男子・女子・混合）[13]
- 軟式野球[13][14]
- バスケットボール（男子・女子）[13][14]
- バドミントン（男子・女子）[13]
- バレーボール（男子・女子）[13][14]
- フットサル[13]

### 教職員種目
- 硬式テニス[3]
- ソフトボール[3]
- バレーボール[3]

### オープン種目[15]
- 合気道 (体育会系)
- 空手道 (体育会系)
- 少林寺拳法 (体育会系)
- フィギュアスケート (体育会系)
- ワンダーフォーゲル (体育会系)
- フットサル (サークル系)

※種目は、開催年によって若干違う場合もある。2012年はオープン種目にドッジボールが加わった。

## 歴代総合優勝校
- 学習院大学

第2回（1951年）～第10回（1959年）、第13回（1962年）～第15回（1964年）、第17回（1966年）、第20回（1969年）、第21回（1970年）、第24回（1973年）、第25回（1974年）、第27回（1976年）～第29回（1978年）、第31回（1980年）～第53回（2002年）、第55回（2004年）～第65回（2014年）、第67回（2016年）、第69回（2018年）、第70回（2019年）、第73回（2022年）
- 成蹊大学

第1回（1950年）、第12回（1961年）、第16回（1965年）、第18回（1967年）、第19回（1968年）、第22回（1971年）、第23回（1972年）、第26回（1975年）、第30回（1979年）、第54回（2003年）、第66回（2015年）、第68回（2017年）、第72回（2021年）
- 成城大学

第11回（1960年）
- 武蔵大学

総合優勝0回